# Никола Пашић
Никола Пашић (Зајечар, 6/18. децембар 1845 — Београд, 10. децембар 1926) био је српски и југословенски политичар. Пашић је био дугогодишњи председник владе Краљевине Србије и Краљевине Срба, Хрвата и Словенаца, оснивач и вођа Народне радикалне странке. Често се наводи као један од најутицајнијих и најпознатијих политичара српске историје, познат по својој промишљености, луцидним опаскама и идејама, Никола Пашић је био и један од водећих интелектуалаца тадашње политичке елите.
Пашић се школовао у Швајцарској, где је дошао под утицај идеја Светозара Марковића. Био је велики противник краља Милана Обреновића и краља Николе I Петровића Његоша. После неуспешне Тимочке буне емигрирао је у Бугарску, а у Србију се вратио тек након што је помилован после абдикације краља Милана. Био је премијер Србије од 1891. до 1892. и посланик у Русији. Из политике се повукао након Ивањданског атентата на бившег краља Милана, а политици се вратио након доласка на престо краља Петра Карађорђевића. До Првог светског рата био је премијер Србије у 4 наврата. Током његових мандата Србија изашла као победник у Царинском рату са Аустроугарском, Балканским ратовима и у Првом светском рату. У својој политици ослањао се на Николајa Хартвигa и  Русију, а после Октобарске револуције на Француску. Учествовао је у стварању југословенске државе, коју је заступао на мировној конференцији у Версају.
Од 1921. до 28. јула 1924. и од 6. новембра 1924. до 1926. био је премијер Краљевине Срба, Хрвата и Словенаца.

## Биографија
По једним изворима рођен је на празник Светог Николе 6/18. децембра, а по другим изворима рођен је 19. децембра 1845. или 19/31. децембра 1845. године. Рођен је у Зајечару од оца Петра и мајке Пене. Његов отац, био је трговац са скромним приходима у Зајечару. Деда Николе Пашића је био пекар у Зајечару. Никола Пашић је имао брата Најдана и сестру Ристосју. Ппостоје одређени извори који наводе да Никола Пашић није био Србин већ да је био бугарског порекла. Међутим, сам Пашић је истицао да су његови преци из тетовске околине, тачније из села Рогачева у Старој Србији (Македонија).
У школу је кренуо веома касно, са једанаест година. Школовао се у време честих пресељења зајечарске гимназије, тако да је због школовања као ђак боравио у Неготину и Крагујевцу. Гимназију је завршио у 21. години, углавном одличним успехом.
Уписао је 1866. Технички факултет Велике школе у Београду. Српска влада га је као одличног студента 1868. упутила на школовање у Цирих. Студирао је техничке науке на Политехничкој школи као државни стипендиста. За време боравка у Швајцарској био је близак Светозару Марковићу. Током студија у Швајцарској упознао се са Пером Тодоровићем, Пером Велимировићем, Лазаром Пачуом, Јованом Жујовићем и Митом Ракићем. У марту 1872. завршио је студије у Цириху (на згради у којој је живео, у јануару 1939. постављена је спомен-плоча). По повратку у Србију Пашић се разишао са Марковићем.
После једногодишње праксе на изградњи пруге Будимпешта—Беч вратио се у земљу. У марту 1873. Пашић је дошао у Београд, а у мају исте године постављен је за подинжењера у министарству грађевина. Иако је по образовању био инжењер, најмање се бавио својом струком. 30. јуна 1875. године распуштена је Народна скупштина и расписани нови избори за 3. август. Тада је Пашић поднео оставку на државну службу, да би се могао кандидовати за народног посланика, јер по уставу од 1869. године, државни чиновници нису могли бити бирани за народне посланике. Оставка му тада није била примљена како би се спречио његов избор, а након избора је отпуштен из државне службе.
Пашић се придружио српским устаницима у устанку против турске власти.

## Политичка каријера

### Настанак Радикалне странке и Тимочка буна
Политичку каријеру отпочео је 1878. године као народни посланик, изабран у Зајечару. У идеолошком смислу, прошао је кроз неколико фаза: у младости је био социјалиста и револуционар, у зрелим годинама борац за парламентарну демократију, док је у касним годинама постао конзервативац.
Године 1881. кад је званично основана Народна радикална странка, Пашић је био први председник Главног одбора. Странка је брзо стекла популарност; радикали су на изборима септембра 1883. освојили 54% гласова, док је Напредна странка која је подржавала политику краља Милана Обреновића добила 30% гласова. Упркос убедљивој победи радикала, проаустријски настројени краљ Милан, који није подносио проруског Пашића и Радикалну странку, за председника владе номиновао је нестраначку личност Николу Христића.
Ову натегнуту ситуацију је још погоршала одлука владе да одузме оружје од становништва пошто је требало да се оснује редовна војска. Као последица тога у источној Србији избила је Тимочка буна. Краљ Милан је за буну оптужио радикале и послао војску да угуши буну. Пашић је једва избегао хапшење побегавши у Бугарску; у децембру 1883. у одсуству је осуђен на смрт. Још 21 особа је осуђена на смрт, а 734 је затворено.
Следећих 6 година Пашић је живео у Бугарској и уживао је подршку бугарске владе. Живео је у Софији, где је радио као грађевински предузимач и кратко време у Министарству унутрашњих послова. Чак је покушао да учествује у унутрашњој политици Бугарске након избора Фердинанда Кобурга за бугарског кнеза. Бугарска подршка Пашићу је била један од разлога да краљ Милан 1885. године почне Српско-бугарски рат. После тешког пораза у рату, краљ Милан је амнестирао осуђене за учествовање у Тимочкој буни, али не и Пашићу, који је остао у изгнанству све до Миланове абдикације 1889. Пар дана касније новооснована влада на челу са радикалом Савом Грујићем је амнестирала Пашића.

### Владавина Александра Обреновића
Дана 13. октобра 1889. Никола Пашић је изабран за председника Народне скупштине, и на тој функцији ће де јуре бити до 9. јануара 1892. Још два пута је биран за председника Народне скупштине, од 13. јуна 1893. до априла 1895. (мада је од септембра 1893. његов заменик Димитрије Катић председавао скупштином) и од 12. јула 1897. до 29. јуна 1898. Такође је био изабран за градоначелника Београда од 11. јануара 1890. до 26. јануара 1891. и поново од 22. јануара 1897. до 25. новембра 1897. Као градоначелник Београда расписао је велики зајам и калдрмисао главне улице.
Пошто после повратка из изгнанства Пашић није одмах прихватио да буде председник владе, на ову функцију је први пут изабран 23. фебруара 1891. Међутим, бивши краљ Милан се вратио у Србију у мају 1890. и поново почео да води кампању против Пашића и радикала. Коста Протић, један од тројице регената током малолетства будућег краља Александра Обреновића, преминуо је 16. јуна 1892. По уставу, требало је да Народна скупштина изабере новог регента, али пошто је она била на вишемесечном одмору, Пашић је морао да сазове ванредну седницу. Јован Ристић, најмоћнији међу регентима, плашећи се да би Пашић могао да буде изабран за трећег регента и поткопа његов положај, одбио је да дозволи ванредну седницу и Пашић је поднео оставку на место председника владе 22. августа 1892. Током свог мандата на месту председника владе, Пашић је такође био и министар спољних послова од 2. априла и вршилац дужности министра финансија од 3. новембра 1891.
Након што је краљ Александар државним ударом прогласио себе пунолетним пре времена и распустио регентство, понудио је умереном радикалу Лазару Докићу да формира владу. Иако је Докић добио пристанак од неких чланова Радикалне странке да учествују у влади, Пашић је то одбио. Како би га уклонио са политичке сцене Србије, Александар је послао Пашића као специјалног представника српске владе у Санкт Петербург у периоду 1893—1894. Због неслагања са унутрашњом и спољном политиком краља Александра Обреновића, убрзо се разишао и са њим. Године 1896. краљ је приморао Пашића да одступи од борбе за уставне промене. Ипак, од 1897, бивши краљ Милан и краљ Александар су владали заједно; како обојица нису волела Пашића, они су га осудили на 9 месеци затвора јер је „Самоуправа“ објавила једну изјаву о Пашићевој ранијој опозицији краљу Милану. Пашић је тврдио да је лоше цитиран, али узалуд.

### „Ивањдански атентат” и преки суд
Ђура Кнежевић, бивши ватрогасац је 6. јула 1899. покушао да убије бившег краља Милана ("Ивањдански атентат"). Те вечери Милан је објавио да је Радикална странка покушала да га убије, па су сви водећи чланови партије ухапшени, укључујући и Пашића, који је тек изашао из затвора због своје претходне казне. Миланове антирадикалске оптужбе су биле без основа, па је чак, Аустроугарска, његов највећи савезник, признала да Радикална странка није умешана, упркос томе што је Милан инсистирао код краљевског тужиоца, Василија Симића да барем Никола Пашић и Коста Таушановић буду осуђени на смрт. Аустроугарска се плашила да ће погубљење проруског Пашића натерати Русију да интервенише и напусти споразум из 1897. који је остављао Србију у статусу кво. Из Беча је Милану послат специјални изасланик који га је оптужио да ће Аустрија бојкотовати династију Обреновић ако Пашић буде погубљен.
Затворен и несвестан мешања Аустроугарске, Пашић је признао да је Радикална странка била неверна према династији Обреновић. Као део споразума са министром унутрашњих послова Ђорђем Генчићем, влада је званично избацила улогу Пашића из свог извештаја, па је изгледало да се Пашић понео кукавички и подлегао притиску. Пашић је осуђен на 5 година, али је одмах пуштен. Ово је изазвало унутрашње сукобе у Радикалној странци, јер су млађи чланови предвођени Љубомиром Живковићем и Љубомиром Стојановићем сматрали Пашића за кукавицу и издајника и основали су нову Самосталну радикалну странку. Остатак владавине краља Александра Пашић је провео ван политике. Иако краљ Александар није волео Пашића, он је често био позиван на консултације, али се уздржавао од давања савета и инсистирао је да се више не бави политиком.

### Владавина Петра Карађорђевића
Никола Пашић није био међу завереницима који су планирали убиство краља Александра. План је извршен 29. маја 1903, при чему су убијени краљ и краљица Драга, као и председник владе Димитрије Цинцар-Марковић и министар војни Милован Павловић. Радикална странка није формирала прву владу после државног удара, али је победила на изборима 4. октобра 1903. године и остала на власти скоро без прекида наредних 15 година. Пашић није био на челу свих влада Радикалне странке, дозвољавајући другим члановима своје странке (и понекад особама који нису њени чланови) да буду председници владе. Радикали су се на почетку противили именовању Петра Карађорђевића за краља, називајући његово именовање незаконитим. Међутим, Пашић је променио мишљење када је видео да је народ прихватио краља Петра, који је за разлику од своја два самовољна претходника, био образован у западној Европи и стога умерен, демократски владар. Испоставиће се да ће у наредних двадесетак година, највећи сукоб између краља и председника влада бити Пашићево одбијање да повећа краљевску годишњу плату.
Никола Пашић је био министар иностраних послова у влади Саве Грујића од 8. фебруара 1904, а председник владе је био од 10. децембра 1904. до 28. маја 1905, задржавши место министра спољних послова. У наредних 10 година под вођством Пашића и Радикалне странке Србија је напредовала, израстајући у европску демократску државу, са растом привреде и политичког утицаја што је изазвало сталне проблеме са Аустроугарском.
Како прикривене аустроугарске провокације Србије које су се тицале српског становништва у Босни и Херцеговини, званично дела Османског царства под аустроугарском окупацијом од 1878. и стварање проблема извозу робе из Србије преко Аустроугарске нису дали резултате, Аустроугарска је 1906. године почела отворени царински рат. Пашић је други пут изабран за председника владе 30. априла 1906. и остао на том положају до 20. јула 1908. године. Аустроугарска је затворила своје границе, што је у почетку изазвало тежак ударац на српску привреду, али се она касније опоравила и вратила развијенија него што је раније била, због владине брзе одлуке да се Србија преоријентише на западноевропске државе. Као један од услова нормализовања односа са Уједињеним Краљевством, Пашић је приморао неке учеснике Мајског преврата у превремену пензију, топове је куповао од Француске, склопио је трговински уговор са Бугарском и Османским царством око употребе луке Солун за извоз српске робе. У јеку Царинског рата, Аустроугарска је 1908. године званично анектирала Босну и Херцеговину, што је изазвало масовне протесте и политичку нестабилност у Србији, али је Пашић успео да смири ситуацију. У то време, Пашићев највећи савезник, Руска Империја, није била од велике помоћи пошто је била поражена од Јапана у Руско-јапанском рату и у низу револуција.
Пашић је формирао још две владе (од 24. октобра 1909. до 4. јула 1911. и од 12. септембра 1912). Био је један од кључних учесника оснивања Балканског савеза што ће касније за последицу имати Први и Други балкански рат у којој је Србија удвостручила своју територију освајањем Старе Србије (т.ј. севера Рашке области, Косова, делова Метохије и Вардарске Македоније) од Османског царства. Био је председник делегације Србије на мировној конференцији у Букурешту 1913.
Пашић је био у сукобу са неким војним круговима око начина управљања новостечених територија. Залагао се да оне буду укључене у српски политички и административни систем кроз демократске изборе, док је војска тражила да задржи те територије под војном окупацијом. После једне године напетости, Пашић је сменио војног управника Старе Србије и заказао изборе за 1914, али их је спречио Први светски рат.

### Први светски рат
Почетком 1915. године, као председник српске владе, Никола Пашић позива јеромонаха Николаја Велимировића у Ниш и упућује га у Енглеску и САД да пропагира српску праведну борбу и да сузбија аустријску пропаганду против Србије. Био је један од потписника Крфске декларације 1917.
По страначком споразуму први председник владе Краљевине СХС је требало да буде Никола Пашић, али је регент Александар мандат дао Стојану Протићу да би ослабио Пашићев положај, а Пашића послао као делегата на Париску мировну конференцију.

### Краљевина СХС
Био је председник делегације Краљевине Срба Хрвата и Словенаца на Мировној конференцији у Паризу 1919.
Био је један од главних твораца Видовданског устава из 1921. године, којим је Краљевина Срба, Хрвата и Словенаца добила облик унитарне монархије. Касније је краљу Александру Карађорђевићу почела да смета Пашићева личност, одвојио се од њега и уклонио га са положаја председника владе. Године 1923. постао је почасни грађанин Панчева.
Све до своје смрти Пашић је водио борбу да очува контролу на све више издељенијој Радикалној странци. У време Пашићевог подношења оставке и именовања Никола Узуновића за премијера, у Радикалној странци су се појавиле три струје: струја Љубомира Јовановића која је помагала краљу Александру у истеривању Пашића, средња струја Николе Узуновића и Пашићева струја. Пашићева струја је била привремено успешна тако што је успела да искључи Јовановића из Главног одбора.
Био је на аудијенцији код краља Александра 9. децембра 1926. током које је краљ изнео неке критике на рачун Пашићевог сина и није му поверио нови мандат председника владе. Потресен овим догађајем Пашић је изненада преминуо сутрадан 10. децембра 1926. од можданог удара, у 81. години живота. Сахрањен је на Новом гробљу у Београду. У политичком животу Србије, Пашић је провео 48 година. Активно се бавио политиком до смрти. После Пашићеве смрти, ниједан радикалски политичар није могао да упореди са његовим ауторитетом.
Добио је више одликовања међу којима су високи руски Орден Белог орла са брилијантима, руски Орден Светог Александра Невског, румунски Орден Карола, турски Орден Османије, пољски Орден Белог орла,  Орден Карађорђеве звезде, Орден Светог гроба од Јерусалимске патријаршије.

## Наслеђе
У политици се доказао као мудар, сталожен и упоран политичар. Говорио је: 
Срби јесу мали народ, али већег између Беча и Цариграда немамо.
 Осим тога, он је био ћутљив по природи и имао је узречицу „овај“. Био је познат по надимку Баја.
Спомен-плоча на његовом дому је откривена поводом 10-годишњице смрти.
Јануара 1939. откривена је спомен-плоча у Цириху на кући у којој је као студент становао Никола Пашић, догађају је присуствовао председник владе Милан Стојадиновић, а „Политика“ од 13. јануара 1939. посветила је томе целу насловну страну.
О животу и раду Николе Пашића објављено је више књига, поменимо неке од њих:
- Миодраг Димитријевић: „Никола Пашић у ходу историје“ 2005. (190 стр)
- Живорад Лазић: „Пашић и четири краља“ 2005. (320 стр)
- Латинка Перовић: „Никола Пашић у народној скупштини“ 1997. (780 стр)

У Зајечару је 1992. основана задужбина „Никола Пашић“. У Србији је постојала Српска радикална странка „Никола Пашић“, а данас још увек делује Српска радикална странка али оне немају континуитет са Народном радикалном странком, будући да је дуго времена у Југославији постојао једнопартијски систем.
У Београду постоји Трг Николе Пашића и на њему импозантан споменик Николи Пашићу од бронзе, висине 420cm. Такође, Зајечар је свом суграђанину подигао споменик на истоименом тргу.

## Породични живот
Никола Пашић се оженио Ђурђином Дуковић, ћерком богатог тршћанског трговца житом, Србина.  Венчали су се у Фиренци, у руској цркви, а не у Трсту, у српској, јер је тако желео младожења, да се не би многобројни Срби који живе у Трсту сјатили на дан венчања. Никола Пашић је имао сина Радомира и ћерке Дару и Паву.
Његов син Радомир, звани Рада, био је познат по разним корупцијским аферама и загорчавао је Пашићу живот. Рада је из првог брака имао два сина Николу (завршио права на Оксфорду, рођен 1918) и Владислава (архитекта, умро 1978. године у Женеви). Никола Пашић млађи (1918—2015) живео је у Торонту где је основао и дуго година водио Српску националну академију. Из другог брака имао је синове Ђорђа, Петра и ћерку Ђурђину. Ђорђе је преминуо 25. јануара 2024. године.
Пашићев синовац Радомир Најд. Пашић (1894–1939) био је начелник министарства правде. Његов рођак био је и политиколог Најдан Пашић (1922–1997), чији је унук Марко Ђурић (1983), политичар и дипломата.

## Критике Николе Пашића
Било је и у његово време и касније разних критика на рачун Николе Пашића.
Пера Тодоровић, ранији саборац из Радикалне странке, дао је следећи опис: „Пашић је до века био страшан сметењак, шепртљан и оклевало. Вечито шепртљање и кубура - то је најбитнија карактерна црта Пашићева. При свакој мало озбиљнијој ствари он се устумара, вије се као душа грешника, и не знаш да ли се више ускубурио пред мишљу или пред делом. Он никада не зна јасно ни шта хоће ни шта неће. Он хоће све и неће ништа. Он догађајима не излази у сусрет, он увек гегуца за њима“. Непосредно након Пашићеве смрти његову политичку личност и деловање критиковао је Јаша Продановић у часопису Нова Европа који је уређивао такође оштар Пашићев критичар Милан Ћурчин.
Арчибалд Рајс у својој књизи „Чујте Срби!“ замера Пашићу на превеликој попустљивости према свом сину Радету који је под изговором болести био ослобођен учешћа у рату и банчио је по Паризу. О Пашићевој великом богатству Рајс каже: „Погледајте, син обичних и сиромашних сељака оставља једно од највећих богатстава у овој земљи... Рећи ћете ми да је жена Пашићу донела леп мираз. Шта је, међутим, тај мираз у поређењу са оним што је он оставио после смрти? Сламчица и ништа више.“
Његово име ће остати у историји више због тога што је везано за велике догађаје, него зато што су ти догађаји везани за њега.— Отокар Кершовани (хрватски комуниста)

## Анегдоте
Био је познат као духовит човек и иза њега су остале многе анегдоте.
- На питање новинара приликом једног изласка из скупштине, после заседања, „Шта има ново?“ одговорио је: „Не знам. Нисам још читао Политику“.
- Приликом једног заседања изнервиран употребио је неке „јаче“ речи. Један посланик из клупе је добацио „Овако нешто Гледстон (тадашњи председник енглеског парламента) никад не би рекао у скупштини!“. Пашић је одговорио „Какви сте ви Енглези, такав сам ја Гледстон!“
- При једном пријему словеначких препродаваца у лето 1913. године, Никола Пашић је поздравио вођу делегације: „А ви сте Словаци“, на шта му је запрепашћени младић одговорио: „Не, ја нисам Словак, него Словенац“. Но Пашић се није дао збунити: „Знам, Словенци и Словаци су готово једно исто.“[28]

## У популарној култури
- У ТВ минисерији Крај династије Обреновић из 1995. године, лик Николе Пашића је глумио Петар Краљ.[29]
- Телевизијска минисерија Последња аудијенција заснована на биографији Николе Пашића у режији Ђорђа Кадијевића је снимљена 2008. године у продукцији РТС-а.[30][31]
- У филму Краљ Петар Први из 2018. и истоименој серији из 2019. године, лик Николе Пашића је глумио Марко Баћовић.